# Batrachorhina fuscolateralis
Batrachorhina fuscolateralis là một loài bọ cánh cứng trong họ Cerambycidae.